# Adrián Gabbarini
Adrián Gabbarini (n. Guaymallén, Mendoza, Argentina; 10 de octubre de 1985) es un exfutbolista argentino nacionalizado ecuatoriano. Jugaba de portero y su último equipo fue la Liga Deportiva Universitaria de la Serie A de Ecuador, equipo donde es asistente técnico en la actualidad.

## Trayectoria

### Independiente
Adrián Gabbarini nació en Guaymallén el 10 de septiembre, Argentina y juega de arquero. Surge de las inferiores de Independiente, de cuya primera plantilla forma parte desde el Torneo Clausura 2007.
Ocupó el banco de suplentes por primera vez el 8 de abril de 2007. Desde la partida de Oscar Ustari, se convirtió en el segundo arquero permanente, suplente de Fabián Assmann. Debutó en Primera el 13 de septiembre de 2009, en el partido que disputó Independiente contra Estudiantes de la Plata en el estadio de Quilmes, ingresó como sustituto después que Hilario Navarro saliera por una lesión y recibió uno de los dos goles que Estudiantes le anotó a su equipo. Luego fue titular contra Vélez Sarfield y Racing Club, recibiendo solamente 3 goles en 2 partidos desde el arranque. Luego respondió satisfactoriamente frente al Club Atlético Tigre y ante River Plate, atajando pelotas claves que le aseguraron el triunfo a su equipo.
En el Clausura 2010, Gabbarini se convirtió en uno de los mejores arqueros del torneo, manteniendo su arco sin recibir goles durante cinco partidos consecutivos (452 minutos). Sus buenas actuaciones ayudaron a que Independiente entre a la Copa Sudamericana 2010.
Para la Copa Sudamericana 2010, atajó los dos primeros partidos del certamen, ambos frente a Argentinos Juniors. Luego fue relegado por su compañero Hilario Navarro, que terminó adueñándose de la titularidad en la Copa Sudamericana, por lo tanto Gabba tuvo sus posibilidades en el campeonato local. Formó parte del plantel en el año 2013, siendo arquero suplente del famoso equipo del trece.

### Newell's Old Boys
En julio de 2013 se incorporó a Newell's, donde llegó con el pase en su poder.

### Olimpo
El 25 de febrero de 2017 se confirma su pase al Club Atlético Olimpo.

### Liga Deportiva Universitaria
Gabbarini fue anunciado como nuevo jugador de la Liga Deportiva Universitaria en enero de 2018. En esa ocasión el cuadro ecuatoriano buscaba un refuerzo para el puesto luego de una temporada llena de inconvenientes. En su primer año ganó el Campeonato Ecuatoriano siendo uno de los principales protagonistas de esta hazaña, un reconocimiento que no pasó desapercibido por el organizador que eligió a Gabbarini mejor portero de la competición.
El buen desempeño de Gabbarini continuó en 2019, cuando fue fundamental para ganar la Copa Ecuador, competencia en la que también fue elegido como el mejor portero. En el Campeonato Nacional ganó el título de mejor jugador de la temporada, a pesar del subcampeonato de su club. En 2020, ganó la Supercopa de Ecuador atajando un penalti. En diciembre de 2022, tras superar una lesión de ligamentos en la rodilla, renovó con el club por un año más de contrato hasta finales de 2023.

### Retiro como futbolista
Se retira a inicios del año 2024 para ser parte del cuerpo técnico de Josep Alcácer siendo El segundo entrenador de Liga Deportiva Universitaria de Quito 

## Selección nacional
Fue convocado por Diego Armando Maradona por primera vez para el seleccionado para jugar frente a la selección de fútbol de Haití el 5 de mayo en Cutral Co. Debutó en aquel encuentro jugando todo el segundo tiempo y sin recibir goles. Finalmente pese a su gran rendimiento no fue tenido en cuenta por Maradona para ser uno de los arqueros de Argentina en la Copa Mundial de Fútbol de 2010.
Llamativamente siendo el portero suplente de Independiente, en marzo de 2011, recibió el llamado de Sergio Batista para acudir a una gira norteamericana. Meses después, Gabbarini seguía llamando la atención de Batista por lo que fue llamado para los partidos de la selección local ante Ecuador y Paraguay aunque en ambos fue el suplente de Juan Pablo Carrizo.
Volvió a ser citado para jugar frente a Nigeria y Polonia, en principio como suplente de su excompañero Oscar Ustari. Pero el mismo día en que el entrenador de la selección daría la lista para la Copa América 2011, Ustari (que iba a ser convocado) sufrió una grave lesión que le posibilitó a Gabbarini ser titular en ambos encuentros. Horas más tarde Gabba volvería a quedar relegado de una competencia internacional al no ser citado para la Copa América por detrás de Romero, Carrizo y quien le ganara la pulseada, Mariano Andújar.

## Estadísticas

### Clubes
Actualizado al último partido jugado el 4 de septiembre de 2023.
| Club                                   | Div.          | Temporada     | Liga  | Liga  | Copa nacionales | Copa nacionales | Copa internacionales | Copa internacionales | Total | Total |
| Club                                   | Div.          | Temporada     | Part. | Goles | Part.           | Goles           | Part.                | Goles                | Part. | Goles |
| -------------------------------------- | ------------- | ------------- | ----- | ----- | --------------- | --------------- | -------------------- | -------------------- | ----- | ----- |
| Independiente Argentina                | 1.ª           | 2009-10       | 35    | 0     | 0               | 0               | 0                    | 0                    | 35    | 0     |
| Independiente Argentina                | 1.ª           | 2010-11       | 12    | 0     | 0               | 0               | 2                    | 0                    | 14    | 0     |
| Independiente Argentina                | 1.ª           | 2011-12       | 13    | 0     | 0               | 0               | 1                    | 0                    | 14    | 0     |
| Independiente Argentina                | 1.ª           | 2012-13       | 0     | 0     | 0               | 0               | 0                    | 0                    | 0     | 0     |
| Independiente Argentina                | Total club    | Total club    | 60    | 0     | 0               | 0               | 3                    | 0                    | 63    | 0     |
| Newell's Old Boys Argentina            | 1.ª           | 2013-14       | 0     | 0     | 0               | 0               | 0                    | 0                    | 0     | 0     |
| Newell's Old Boys Argentina            | Total club    | Total club    | 0     | 0     | 0               | 0               | 0                    | 0                    | 0     | 0     |
| Argentinos Juniors Argentina           | 2.ª           | 2014          | 15    | 0     | 3               | 0               | —                    | —                    | 18    | 0     |
| Argentinos Juniors Argentina           | 1.ª           | 2015          | 16    | 0     | 2               | 0               | —                    | —                    | 18    | 0     |
| Argentinos Juniors Argentina           | Total club    | Total club    | 31    | 0     | 5               | 0               | 0                    | 0                    | 36    | 0     |
| Tigre Argentina                        | 1.ª           | 2016          | 0     | 0     | 0               | 0               | —                    | —                    | 0     | 0     |
| Tigre Argentina                        | 1.ª           | 2016-17       | 2     | 0     | 0               | 0               | 0                    | 0                    | 2     | 0     |
| Tigre Argentina                        | Total club    | Total club    | 2     | 0     | 0               | 0               | 0                    | 0                    | 2     | 0     |
| Olimpo Argentina                       | 1.ª           | 2016-17       | 16    | 0     | 0               | 0               | —                    | —                    | 16    | 0     |
| Olimpo Argentina                       | 1.ª           | 2017-18       | 12    | 0     | 4               | 0               | —                    | —                    | 16    | 0     |
| Olimpo Argentina                       | Total club    | Total club    | 28    | 0     | 4               | 0               | 0                    | 0                    | 32    | 0     |
| Liga Deportiva Universitaria · Ecuador | 1.ª           | 2018          | 42    | 0     | —               | —               | 6                    | 0                    | 48    | 0     |
| Liga Deportiva Universitaria · Ecuador | 1.ª           | 2019          | 34    | 0     | 6               | 0               | 10                   | 0                    | 50    | 0     |
| Liga Deportiva Universitaria · Ecuador | 1.ª           | 2020          | 29    | 0     | 1               | 0               | 8                    | 0                    | 38    | 0     |
| Liga Deportiva Universitaria · Ecuador | 1.ª           | 2021          | 24    | 0     | 2               | 0               | 10                   | 0                    | 36    | 0     |
| Liga Deportiva Universitaria · Ecuador | 1.ª           | 2022          | 0     | 0     | 0               | 0               | 0                    | 0                    | 0     | 0     |
| Liga Deportiva Universitaria · Ecuador | 1.ª           | 2023          | 4     | 0     | 0               | 0               | 0                    | 0                    | 4     | 0     |
| Liga Deportiva Universitaria · Ecuador | Total club    | Total club    | 133   | 0     | 9               | 0               | 34                   | 0                    | 176   | 0     |
| Total carrera                          | Total carrera | Total carrera | 254   | 0     | 18              | 0               | 37                   | 0                    | 309   | 0     |
| 1. 2.                                  |               |               |       |       |                 |                 |                      |                      |       |       |

## Palmarés

### Como jugador

#### Campeonatos nacionales
| Título               | Club                         | País    | Año     |
| -------------------- | ---------------------------- | ------- | ------- |
| Serie A de Ecuador   | Liga Deportiva Universitaria | Ecuador | 2018    |
| Copa Ecuador         | Liga Deportiva Universitaria | Ecuador | 2018-19 |
| Supercopa de Ecuador | Liga Deportiva Universitaria | Ecuador | 2020    |
| Supercopa de Ecuador | Liga Deportiva Universitaria | Ecuador | 2021    |
| Serie A de Ecuador   | Liga Deportiva Universitaria | Ecuador | 2023    |

#### Campeonatos internacionales
| Título            | Club                         | País      | Año  |
| ----------------- | ---------------------------- | --------- | ---- |
| Copa Sudamericana | Independiente                | Argentina | 2010 |
| Copa Sudamericana | Liga Deportiva Universitaria | Ecuador   | 2023 |

### Como asistente técnico

#### Campeonatos nacionales
| Título               | Club                         | País    | Año  |
| -------------------- | ---------------------------- | ------- | ---- |
| Serie A de Ecuador   | Liga Deportiva Universitaria | Ecuador | 2024 |
| Supercopa de Ecuador | Liga Deportiva Universitaria | Ecuador | 2025 |

### Distinciones individuales
| Distinción                                                            | Año  |
| --------------------------------------------------------------------- | ---- |
| 11 ideal del Campeonato Ecuatoriano                                   | 2018 |
| Equipo ideal de la primera etapa del Campeonato Ecuatoriano (Ecuagol) | 2018 |
| 11 ideal del Campeonato Ecuatoriano                                   | 2019 |
| Mejor arquero de la temporada (Serie A de Ecuador)                    | 2018 |
| El PRO (Mejor jugador de la temporada de la Serie A de Ecuador)       | 2019 |
| Mejor arquero de la temporada (Copa Ecuador)                          | 2019 |
| Mejor jugador del partido (Supercopa de Ecuador)                      | 2020 |